# Andersen (efternavn)
 For alternative betydninger, se Andersen. (Se også artikler, som begynder med Andersen)
| Drenge- | Drenge-   | Pige- | Pige-    | Efter- | Efter-      |
| ------- | --------- | ----- | -------- | ------ | ----------- |
| 1       | Peter     | 1     | Anne     | 1      | Nielsen     |
| 2       | Michael   | 2     | Mette    | 2      | Jensen      |
| 3       | Lars      | 3     | Kirsten  | 3      | Hansen      |
| 4       | Jens      | 4     | Hanne    | 4      | Andersen    |
| 5       | Thomas    | 5     | Anna     | 5      | Pedersen    |
| 6       | Henrik    | 6     | Helle    | 6      | Christensen |
| 7       | Søren     | 7     | Maria    | 7      | Larsen      |
| 8       | Christian | 8     | Susanne  | 8      | Sørensen    |
| 9       | Martin    | 9     | Lene     | 9      | Rasmussen   |
| 10      | Jan       | 10    | Marianne | 10     | Jørgensen   |

Andersen er et almindeligt dansk efternavn, som betyder "søn af Anders". Pr. 1. januar 2007 bar 168.761 danskere navnet.
Navnets svenske form, Andersson eller Anderson, er det næstmest populære navn i Sverige. I Norge er navnet Andersen også blandt de hyppigst forekommende efternavne. I USA er navnet Anderson det 11.-mest populære navn.
| Slægtsnavne | Spire Denne artikel om et slægtsnavn er en spire som bør udbygges. Du er velkommen til at hjælpe Wikipedia ved at udvide den. |